# Людовіко Сфорца
Людовіко Марія Сфорца (італ. Ludovico Maria Sforza detto il Moro; Людовіко Моро, 27 липня 1452, Віджевано — 27 травня 1508, Лош) — герцог Міланського герцогства з династії Сфорца, талановитий діяч епохи Відродження .

## Біографія
У період його правління (1480—1499) було завершено кілька значних культурних та мистецьких проєктів, що підкреслило політичні та економічні успіхи Міланського герцогства. Домігшись, завдяки своїм дипломатичним зусиллям, політичної рівноваги з Флоренцією, Венецією та папським Римом, Людовіко став після смерті Лоренцо Прекрасного найвпливовішим державним діячем Італії. Наприкінці XV століття Мілан інвестував значні капітали в освоєння земель і будівництво каналів, а також виділив великі площі під вирощування шовковиці, льону і рису, які вивозили за кордон урівні зі зброєю, склом, тканинами та сільськогосподарськими продуктами. Крім того, Людовіко приділяв увагу і проблемам культури: запросив до свого двору таких просвітників, як Лука Пачолі, Філельфо, Кальконділа і Фаціо, а також сприяв розвитку друку, надавши підтримку Памфіліо Кастальді з Фельтре й Антоніо Чароті з Парми. На відміну від Флоренції при дворі Сфорца великою повагою користувалися математичні та природничі науки, в цьому позначалася близькість Павійського і Болонського університетів.
1482 року герцог Лодовіко запросив до себе в Мілан на службу в колегію герцогських інженерів великого Леонардо да Вінчі, насамперед як архітектора, гідротехніка, інженера цивільних споруд і конструктора військових машин. Леонардо запропонував правителю Мілана свої проєкти «дуже легких і міцних мостів», «гармат, мортир і легкого озброєння нової зручної форми, що сильно відрізняється від усього відомого, озброєних возів, невразливих і неприступних».
У 1490 одружився з Беатріче д'Есте, герцогинею де Барі (1475–1497), яка народила синів — Массіміліано Сфорца, герцога Мілана в 1512—1515 роках, і Франческо Сфорца, герцога Мілана в 1522—1535 роках. Брат Беатріче Альфонсо д'Есте в тому ж році одружився з онукою Франческо Сфорца Ганною Сфорца.
Коханкою Людовіко була Чечілія Галлерані, яка народила від нього сина Чезаре. Її портрет («Пані з горностаєм») також був написаний Леонардо. Історики відзначають дуже близькі відносини, що зв'язували Леонардо і Чечілію.
Іншою фавориткою герцога і матір'ю його бастарда Джованні Паоло I Сфорца була Лукреція Крівеллі — можливо модель до портрета «Прекрасна Ферроньєра» пензля Леонардо да Вінчі.
Восени 1499 Мілан захопили війська французького короля Людовика XII. Людовіко Сфорца спробував відновити свою владу, спочатку зумів вибити французів з Мілана, але навесні 1500 був розбитий під Новарою — швейцарські найманці в обмін на вільне повернення додому видали Людовіко французам. Полоненого герцога відвезли у Францію, де він помер в ув'язненні в замку Лош Похований поряд з предками в Чертоза.

## Цікаві факти
Традиційно вважається, що своє прізвисько (італ. Il Moro — мавр) Людовіко отримав за темний колір обличчя. За іншою версією — це помилка, і «Моро» — його прізвисько, отримане від батька Франческо Сфорца I, походить від лат. Morus — «шовковиця, або тутове дерево», яке вважалося символом розсудливості й чесноти.